# Mount Anakiwa
Mount Anakiwa är ett berg i Antarktis. Det ligger i Östantarktis. Nya Zeeland gör anspråk på området. Toppen på Mount Anakiwa är 2 640 meter över havet.
Terrängen runt Mount Anakiwa är varierad. Trakten är obefolkad. Det finns inga samhällen i närheten. 